# Liste des villes de Lituanie
Suivant la définition de ville (en lituanien : miestas) établie par le parlement lituanien (agglomération de plus de 3 000 habitants dont plus des 2/3 travaillent dans les secteurs secondaire et tertiaire) la Lituanie compte 103 villes.
Les agglomérations ayant actuellement moins de 3 000 habitants, mais qui par le passé les ont eu, ont conservé le statut de ville. Les agglomérations plus petites sont appelées miestelis que l'on pourrait traduire par village ou bourgade.
La plupart des villes de Lituanie ont été fondées avant le XVIIIe siècle et sont de taille réduite. La population ne dépasse 20 000 habitants que pour 19 d'entre elles. Elles sont réparties de façon assez homogène. Environ les deux tiers des Lituaniens vivent en ville (recensement de 2001), proportion qui est en augmentation.
| \| \| MER BALTIQUE Lagune de Courlande LETTONIE RUSSIE (oblast de Kaliningrad) POLOGNE BIÉLORUSSIE Vilnius Kaunas Klaipėda Šiauliai Panevėžys Alytus Marijampolė Mažeikiai Jonava Utena Kėdainiai Telšiai Visaginas Tauragė Ukmergė Plungė Šilutė Kretinga Radviliškis Gargždai Palanga Druskininkai Rokiškis Biržai Elektrėnai Kuršėnai Garliava Vilkaviškis Jurbarkas Anykščiai Grigiškės Raseiniai Lentvaris Naujoji Akmenė Prienai Joniškis Varėna Kelmė Kaišiadorys Pasvalys Kupiškis Zarasai Skuodas Kazlų Rūda Širvintos Molėtai Šalčininkai Šakiai Kybartai Pabradė Šilalė Švenčionėliai Ignalina Nemenčinė Pakruojis Švenčionys Trakai Vievis Kalvarija Lazdijai Neringa Salantai Priekulė Seda Troškūnai Panemunė Rietavas Žiežmariai Eišiškės Ariogala Venta Šeduva Birštonas Akmenė Tytuvėnai Rūdiškės Pagėgiai Vilkija Žagarė Viekšniai Skaudvilė Ežerėlis Gelgaudiškis Kudirkos Naumiestis Simnas Linkuva Veisiejai Ramygala Joniškėlis Jieznas Daugai Obeliai Varniai Virbalis Vabalninkas Subačius Baltoji Vokė Dūkštas Pandėlys Dusetos Užventis Kavarskas Smalininkai |
| Localisation de la Lituanie en Europe |

| Localisation de la Lituanie en Europe |

| \| \| MER BALTIQUE Lagune de Courlande LETTONIE RUSSIE (oblast de Kaliningrad) POLOGNE BIÉLORUSSIE Vilnius Kaunas Klaipėda Šiauliai Panevėžys Alytus Marijampolė Mažeikiai Jonava Utena Kėdainiai Telšiai Visaginas Tauragė Ukmergė Plungė Šilutė Kretinga Radviliškis Gargždai Palanga Druskininkai Rokiškis Biržai Elektrėnai Kuršėnai Garliava Vilkaviškis Jurbarkas Anykščiai Grigiškės Raseiniai Lentvaris Naujoji Akmenė Prienai Joniškis Varėna Kelmė Kaišiadorys Pasvalys Kupiškis Zarasai Skuodas Kazlų Rūda Širvintos Molėtai Šalčininkai Šakiai Kybartai Pabradė Šilalė Švenčionėliai Ignalina Nemenčinė Pakruojis Švenčionys Trakai Vievis Kalvarija Lazdijai Neringa Salantai Priekulė Seda Troškūnai Panemunė Rietavas Žiežmariai Eišiškės Ariogala Venta Šeduva Birštonas Akmenė Tytuvėnai Rūdiškės Pagėgiai Vilkija Žagarė Viekšniai Skaudvilė Ežerėlis Gelgaudiškis Kudirkos Naumiestis Simnas Linkuva Veisiejai Ramygala Joniškėlis Jieznas Daugai Obeliai Varniai Virbalis Vabalninkas Subačius Baltoji Vokė Dūkštas Pandėlys Dusetos Užventis Kavarskas Smalininkai |
| Localisation de la Lituanie en Europe |

| Localisation de la Lituanie en Europe |

## Liste
|     |  | Ville               | Prononciation | Population (2001) | Population (2005) | Statut de ville en | Apskritis                | Municipalité                            |
| --- |  | ------------------- | ------------- | ----------------- | ----------------- | ------------------ | ------------------------ | --------------------------------------- |
| 1   |  | Vilnius             |               | 554 281           | 540 318           | 1387               | Apskritis de Vilnius     | Municipalité de Vilnius-ville           |
| 2   |  | Kaunas              |               | 378 943           | 361 274           | 1408               | Apskritis de Kaunas      | Municipalité de Kaunas-ville            |
| 3   |  | Klaipėda            |               | 192 954           | 187 442           | 1257               | Apskritis de Klaipėda    | Municipalité de Klaipėda-ville          |
| 4   |  | Šiauliai            |               | 133 883           | 129 075           | 1589               | Apskritis de Šiauliai    | Municipalité de Šiauliai-ville          |
| 5   |  | Panevėžys           |               | 119 749           | 115 604           | 1837               | Apskritis de Panevėžys   | Municipalité de Panevėžys-ville         |
| 6   |  | Alytus              |               | 71 491            | 69 481            | 1581               | Apskritis d'Alytus       | Municipalité d'Alytus-ville             |
| 7   |  | Marijampolė         |               | 48 675            | 47 693            | 1792               | Apskritis de Marijampolė | Municipalité de Marijampolė             |
| 8   |  | Mažeikiai           |               | 42 675            | 41 389            | 1924               | Apskritis de Telšiai     | Municipalité du district de Mažeikiai   |
| 9   |  | Jonava              |               | 34 954            | 34 782            | 1864               | Apskritis de Kaunas      | Municipalité du district de Jonava      |
| 10  |  | Utena               |               | 33 860            | 33 086            | 1924               | Apskritis d'Utena        | Municipalité du district d'Utena        |
| 11  |  | Kėdainiai           |               | 32 048            | 31 613            | 1590               | Apskritis de Kaunas      | Municipalité du district de Kėdainiai   |
| 12  |  | Telšiai             |               | 31 460            | 30 539            | 1791               | Apskritis de Telšiai     | Municipalité du district de Telšiai     |
| 13  |  | Visaginas           |               | 29 554            | 28 438            | 1977               | Apskritis d'Utena        | Municipalité de Visaginas-ville         |
| 14  |  | Tauragė             |               | 29 124            | 28 504            | 1924               | Apskritis de Tauragė     | Municipalité du district de Tauragė     |
| 15  |  | Ukmergė             |               | 28 759            | 28 006            | 1486               | Apskritis de Vilnius     | Municipalité du district d'Ukmergė      |
| 16  |  | Plungė              |               | 23 436            | 23 246            | 1792               | Apskritis de Telšiai     | Municipalité du district de Plungė      |
| 17  |  | Šilutė              |               | 21 476            | 21 258            | 1941               | Apskritis de Klaipėda    | Municipalité du district de Šilutė      |
| 18  |  | Kretinga            |               | 21 423            | 21 425            | 1609               | Apskritis de Klaipėda    | Municipalité du district de Kretinga    |
| 19  |  | Radviliškis         |               | 20 339            | 19 883            | 1923               | Apskritis de Šiauliai    | Municipalité du district de Radviliškis |
| 20  |  | Druskininkai        |               | 18 233            | 16 890            | 1893               | Apskritis d'Alytus       | Municipalité de Druskininkai            |
| 21  |  | Palanga             |               | 17 623            | 17 611            | 1791               | Apskritis de Klaipėda    | Municipalité de Palanga-ville           |
| 22  |  | Rokiškis            |               | 16 746            | 16 118            | 1920               | Apskritis de Panevėžys   | Municipalité du district de Rokiškis    |
| 23  |  | Biržai              |               | 15 262            | 14 999            | 1589               | Apskritis de Panevėžys   | Municipalité du district de Biržai      |
| 24  |  | Gargždai            |               | 15 212            | 15 510            | 1792               | Apskritis de Klaipėda    | Municipalité du district de Klaipėda    |
| 25  |  | Kuršėnai            |               | 14 197            | 13 854            | 1946               | Apskritis de Šiauliai    | Municipalité du district de Šiauliai    |
| 26  |  | Elektrėnai          |               | 14 050            | 13 819            | 1962               | Apskritis de Vilnius     | Municipalité d'Elektrėnai               |
| 27  |  | Jurbarkas           |               | 13 797            | 13 625            | 1611               | Apskritis de Tauragė     | Municipalité du district de Jurbarkas   |
| 28  |  | Garliava            |               | 13 322            | 13 423            | 1958               | Apskritis de Kaunas      | Municipalité du district de Kaunas      |
| 29  |  | Vilkaviškis         |               | 13 283            | 13 102            | 1660               | Apskritis de Marijampolė | Municipalité du district de Vilkaviškis |
| 30  |  | Raseiniai           |               | 12 541            | 12 305            | 1492–1506          | Apskritis de Kaunas      | Municipalité du district de Raseiniai   |
| 31  |  | Naujoji Akmenė      |               | 12 345            | 11 748            | 1792               | Apskritis de Šiauliai    | Municipalité du district d'Akmenė       |
| 32  |  | Anykščiai           |               | 11 958            | 11 757            | 1516               | Apskritis d'Utena        | Municipalité du district d'Anykščiai    |
| 33  |  | Lentvaris           |               | 11 773            | 11 832            | 1946               | Apskritis de Vilnius     | Municipalité du district de Trakai      |
| 34  |  | Grigiškės           |               | 11 448            | 11 566            | 1958               | Apskritis de Vilnius     | Municipalité de Vilnius-ville           |
| 35  |  | Prienai             |               | 11 353            | 11 131            | 1609               | Apskritis de Kaunas      | Municipalité du district de Prienai     |
| 36  |  | Joniškis            |               | 11 329            | 11 129            | 1616               | Apskritis de Šiauliai    | Municipalité du district de Joniškis    |
| 37  |  | Kelmė               |               | 10 900            | 10 597            | 1947               | Apskritis de Šiauliai    | Municipalité du district de Kelmė       |
| 38  |  | Varėna              |               | 10 845            | 10 555            | 1946               | Apskritis d'Alytus       | Municipalité du district de Varėna      |
| 39  |  | Kaišiadorys         |               | 10 002            | 9 734             | 1946               | Apskritis de Kaunas      | Municipalité du district de Kaišiadorys |
| 40  |  | Pasvalys            |               | 8 709             | 8 562             | 1946               | Apskritis de Panevėžys   | Municipalité du district de Pasvalys    |
| 41  |  | Kupiškis            |               | 8 451             | 8 243             | 1791               | Apskritis de Panevėžys   | Municipalité du district de Kupiškis    |
| 42  |  | Zarasai             |               | 8 365             | 8 001             | 1843               | Apskritis d'Utena        | Municipalité du district de Zarasai     |
| 43  |  | Skuodas             |               | 7 896             | 7 598             | 1572               | Apskritis de Klaipėda    | Municipalité du district de Skuodas     |
| 44  |  | Kazlų Rūda          |               | 7 401             | 7 330             | 1950               | Apskritis de Marijampolė | Municipalité de Kazlų Rūda              |
| 45  |  | Širvintos           |               | 7 273             | 7 176             | 1950               | Apskritis de Vilnius     | Municipalité du district de Širvintos   |
| 46  |  | Molėtai             |               | 7 221             | 7 059             | 1956               | Apskritis d'Utena        | Municipalité du district de Molėtai     |
| 47  |  | Švenčionėliai       |               | 6 923             | 6 585             | 1920               | Apskritis de Vilnius     | Municipalité du district de Švenčionys  |
| 48  |  | Šakiai              |               | 6 795             | 6 605             | 1776               | Apskritis de Marijampolė | Municipalité du district de Šakiai      |
| 49  |  | Šalčininkai         |               | 6 722             | 6 644             | 1956               | Apskritis de Vilnius     | Municipalité du district de Šalčininkai |
| 50  |  | Ignalina            |               | 6 591             | 6 307             | 1950               | Apskritis d'Utena        | Municipalité du district d'Ignalina     |
| 51  |  | Kybartai            |               | 6 556             | 6 395             | 1947               | Apskritis de Marijampolė | Municipalité du district de Vilkaviškis |
| 52  |  | Pabradė             |               | 6 525             | 6 398             | 1946               | Apskritis de Vilnius     | Municipalité du district de Švenčionys  |
| 53  |  | Šilalė              |               | 6 281             | 6 157             | 1950               | Apskritis de Tauragė     | Municipalité du district de Šilalė      |
| 54  |  | Pakruojis           |               | 6 057             | 5 998             | 1950               | Apskritis de Šiauliai    | Municipalité du district de Pakruojis   |
| 55  |  | Nemenčinė           |               | 5 892             | 5 885             | 1955               | Apskritis de Vilnius     | Municipalité du district de Vilnius     |
| 56  |  | Trakai              |               | 5 725             | 5 504             | 1409               | Apskritis de Vilnius     | Municipalité du district de Trakai      |
| 57  |  | Švenčionys          |               | 5 684             | 5 658             | 1800               | Apskritis de Vilnius     | Municipalité du district de Švenčionys  |
| 58  |  | Vievis              |               | 5 303             | 5 246             | 1950               | Apskritis de Vilnius     | Municipalité d'Elektrėnai               |
| 59  |  | Lazdijai            |               | 5 140             | 5 027             | 1957               | Apskritis d'Alytus       | Municipalité du district de Lazdijai    |
| 60  |  | Kalvarija           |               | 5 090             | 5 066             | 1791               | Apskritis de Marijampolė | Municipalité de Kalvarija               |
| 61  |  | Rietavas            |               | 3 979             | 3 937             | 1792               | Apskritis de Telšiai     | Municipalité de Rietavas                |
| 62  |  | Žiežmariai          |               | 3 884             | 3 852             | 1792               | Apskritis de Kaunas      | Municipalité du district de Kaišiadorys |
| 63  |  | Eišiškės            |               | 3 765             | 3 688             | 1950               | Apskritis de Vilnius     | Municipalité du district de Šalčininkai |
| 64  |  | Ariogala            |               | 3 697             | 3 627             | 1792               | Apskritis de Kaunas      | Municipalité du district de Raseiniai   |
| 65  |  | Venta               |               | 3 412             | 3 221             | 1978               | Apskritis de Šiauliai    | Municipalité du district d'Akmenė       |
| 66  |  | Šeduva              |               | 3 400             | 3 270             | 1654               | Apskritis de Šiauliai    | Municipalité du district de Radviliškis |
| 67  |  | Birštonas           |               | 3 225             | 3 138             | 1518?              | Apskritis de Kaunas      | Municipalité de Birštonas               |
| 68  |  | Akmenė              |               | 3 140             | 2 973             | 1792               | Apskritis de Šiauliai    | Municipalité du district d'Akmenė       |
| 69  |  | Tytuvėnai           |               | 2 851             | 2 775             | 1956               | Apskritis de Šiauliai    | Municipalité du district de Kelmė       |
| 70  |  | Rūdiškės            |               | 2 559             | 2 527             | 1958               | Apskritis de Vilnius     | Municipalité du district de Trakai      |
| 71  |  | Pagėgiai            |               | 2 393             | 2 321             | 1923               | Apskritis de Tauragė     | Municipalité de Pagėgiai                |
| 72  |  | Neringa             |               | 2 386             | 2 834             | 1961               | Apskritis de Klaipėda    | Municipalité de Neringa                 |
| 73  |  | Vilkija             |               | 2 338             | 2 326             | 1792               | Apskritis de Kaunas      | Municipalité du district de Kaunas      |
| 74  |  | Žagarė              |               | 2 312             | 2 208             | 1924               | Apskritis de Šiauliai    | Municipalité du district de Joniškis    |
| 75  |  | Viekšniai           |               | 2 270             | 2 248             | 1791               | Apskritis de Telšiai     | Municipalité du district de Mažeikiai   |
| 76  |  | Skaudvilė           |               | 2 140             | 2 081             | 1950               | Apskritis de Tauragė     | Municipalité du district de Tauragė     |
| 77  |  | Ežerėlis            |               | 2 051             | 2 066             | 1956               | Apskritis de Kaunas      | Municipalité du district de Kaunas      |
| 78  |  | Gelgaudiškis        |               | 2 029             | 1 985             | 1958               | Apskritis de Marijampolė | Municipalité du district de Šakiai      |
| 79  |  | Kudirkos Naumiestis |               | 1 997             | 1 951             | 1643               | Apskritis de Marijampolė | Municipalité du district de Šakiai      |
| 80  |  | Simnas              |               | 1 980             | 1 940             | 1626               | Apskritis d'Alytus       | Municipalité du district d'Alytus       |
| 81  |  | Salantai            |               | 1 942             | 1 887             | 1746               | Apskritis de Klaipėda    | Municipalité du district de Kretinga    |
| 82  |  | Linkuva             |               | 1 797             | 1 770             | 1950               | Apskritis de Šiauliai    | Municipalité du district de Pakruojis   |
| 83  |  | Veisiejai           |               | 1 762             | 1 673             | 1956               | Apskritis d'Alytus       | Municipalité du district de Lazdijai    |
| 84  |  | Ramygala            |               | 1 733             | 1 678             | 1957               | Apskritis de Panevėžys   | Municipalité du district de Panevėžys   |
| 85  |  | Priekulė            |               | 1 725             | 1 690             | 1948               | Apskritis de Klaipėda    | Municipalité du district de Klaipėda    |
| 86  |  | Joniškėlis          |               | 1 477             | 1 432             | 1736               | Apskritis de Panevėžys   | Municipalité du district de Pasvalys    |
| 87  |  | Jieznas             |               | 1 476             | 1 423             | 1956               | Apskritis de Kaunas      | Municipalité du district de Prienai     |
| 88  |  | Daugai              |               | 1 458             | 1 453             | 1792               | Apskritis d'Alytus       | Municipalité du district d'Alytus       |
| 89  |  | Obeliai             |               | 1 371             | 1 335             | 1956               | Apskritis de Panevėžys   | Municipalité du district de Rokiškis    |
| 90  |  | Varniai             |               | 1 355             | 1 310             | 1950               | Apskritis de Telšiai     | Municipalité du district de Telšiai     |
| 91  |  | Virbalis            |               | 1 351             | 1 314             | 1593               | Apskritis de Marijampolė | Municipalité du district de Vilkaviškis |
| 92  |  | Vabalninkas         |               | 1 328             | 1 225             | 1775               | Apskritis de Panevėžys   | Municipalité du district de Biržai      |
| 93  |  | Seda                |               | 1 309             | 1 260             | 1950               | Apskritis de Telšiai     | Municipalité du district de Mažeikiai   |
| 94  |  | Subačius            |               | 1 180             | 1 122             | 1958               | Apskritis de Panevėžys   | Municipalité du district de Kupiškis    |
| 95  |  | Baltoji Vokė        |               | 1 073             | 1 075             | 1958               | Apskritis de Vilnius     | Municipalité du district de Šalčininkai |
| 96  |  | Dūkštas             |               | 1 070             | 992               | 1956               | Apskritis d'Utena        | Municipalité du district d'Ignalina     |
| 97  |  | Pandėlys            |               | 1 024             | 985               | 1956               | Apskritis de Panevėžys   | Municipalité du district de Rokiškis    |
| 98  |  | Dusetos             |               | 914               | 866               | 1950               | Apskritis d'Utena        | Municipalité du district de Zarasai     |
| 99  |  | Užventis            |               | 898               | 844               | 1746               | Apskritis de Šiauliai    | Municipalité du district de Kelmė       |
| 100 |  | Kavarskas           |               | 809               | 753               | 1956               | Apskritis d'Utena        | Municipalité du district d'Anykščiai    |
| 101 |  | Smalininkai         |               | 653               | 644               | 1945               | Apskritis de Tauragė     | Municipalité du district de Jurbarkas   |
| 102 |  | Troškūnai           |               | 525               | 534               | 1956               | Apskritis d'Utena        | Municipalité du district d'Anykščiai    |
| 103 |  | Panemunė            |               | 329               | 324               | 1837               | Apskritis de Tauragė     | Municipalité de Pagėgiai                |